# 杰克逊县 (密苏里州)
杰克逊县（英語：Jackson County）是美国密蘇里州西部的一个郡，西鄰堪薩斯州，北以密蘇里河為界，面積1,596平方公里。根据美国人口普查局2020年统计，共有人口71萬7,204人，其中白人占70.10%、非裔美国人占23.27%、亚裔美国人占1.28%。独立城为其县治所在，最大城市為堪薩斯城。該縣成立於1826年12月15日。縣名紀念第七任美国总统安德鲁·杰克逊。